# Козлов, Юрий Павлович
Юрий Павлович Козлов (род. 15 мая 1935 года, Киев) ― учёный-биофизик, доктор биологических наук, профессор, ректор Иркутского государственного университета (1977―1989). Лауреат Государственной премии и изобретатель СССР, заслуженный деятель науки РСФСР, заслуженный эколог Российской Федерации, почётный работник высшего профессионального образования Российской Федерации, почетный доктор/профессор ряда университетов/академий стран мира, эксперт Нобелевского комитета по химии, Президент Межрегиональной общественной организации «Русское экологическое общество».

## Биография
Юрий Козлов в 1958 году окончил биологический факультет Московского государственного университета им. М. В. Ломоносова и в аспирантуре продолжил обучение. В 1962 году защитил кандидатскую диссертацию на тему «Влияние низкомолекулярных веществ, способных к полимеризации, на биологические функции облученных растительных организмов». Юрий Павлович с 1961 года работал младшим (1961―1964), старшим (1964―1971) научным сотрудником в Московском государственном университете, потом был заведующим лабораторией физико-химии биомембран МГУ (1971―1977). В 1969 году Ю. П. Козлов защитил докторскую диссертацию на тему «Роль свободных радикалов в нормальных и патологических процессах». В 1973 году Юрию Павловичу присвоено учёное звание профессора по кафедре биофизики.
В 1977―1989 годах Юрий Павлович Козлов был ректором Иркутского государственного университета. В течение 12 лет Юрий Павлович работал в должности ректора и одновременно руководил межфакультетской кафедрой физико-химической биологии и благодаря ему возрос научный и образовательный потенциал вуза, в частности, был создан Международный Центр менеджмента с Мэрилендским университетом США с последующим открытием сибирско-американского факультета по менеджменту, манкетингу и бизнесу с выдачей дипломов бакалавров Мэрилендского Ун-та и магистров ИГУ. Ю. П. Козлов продолжал научную работу, участвовал в научных конференциях, симпозиумах и конгрессах в Бразилии, США, Японии и Мексике.
В 1983 году Юрий Павлович ― лауреат Государственной премии СССР, в 1985 году ему присвоено почётное звание заслуженного деятеля науки РСФСР.
Козлов Ю. П. был председателем Совета ректоров Иркутской области, председателем комиссии Иркутского облисполкома по науке и образованию, членом Президиума ВСФ СО АН СССР.
В 1989 году возвратился в Москву, работал в Российском университете дружбы народов профессором, с 1992—2000 гг. ― декан, 1992—2011 — заведующий кафедрой системной экологии экологического факультета.
Юрий Павлович Козлов ― академик Российской академии естественных наук, Российской экологической академии, президент Академии социальной экологии, председатель диссертационного совета по защите докторских диссертаций в Российском университете дружбы народов, член Высшего экологического совета при комитете по экологии Государственной Думы Российской Федерации, член редсовета и редколлегии журнала «Экология России» и «Российский университет», председатель редколлегии журнала «Вестник РУДН», участник экологических советов, фондов, обществ.
В 1993 году был признан «Человеком года», его биография вошла в Кембриджский реестр учёных мира, в 2000 году Юрию Павловичу было присвоено звание почётного работника высшего профессионального образования Российской Федерации.
В 2004 году был избран Председателем ЦС/Президентом Региональной/Межрегиональной общественной организации «Русское экологическое общество».
Является автором более 500 научных работ, 17 монографий, учебников и учебных пособий, 7 российских/международных патентов, научный руководитель/консультант 22 докторских и 98 кандидатских диссертаций.

## Награды и звания
- Орден Трудового Красного Знамени (1978).
- Орден Дружбы (2008).
- Медаль «В ознаменование 100-летия со дня рождения Владимира Ильича Ленина» (1970).
- Медаль МНР «Найрамдал» (1977).
- Юбилейная медаль «60 лет Вооружённых Сил СССР» (1978).
- Медаль МНР «Монгол Ардын Хувьсгал» (1982).
- Лауреат Государственной премии СССР (1983).
- Нагрудный знак «Изобретатель СССР» (1985).
- Медаль «Ветеран труда» (1985).
- Нагрудный знак «Отличник высшей школы» (1987).
- Медаль ВВЦ (1995).
- Медаль «В память 850-летия Москвы» (1997).

- Заслуженный деятель науки РСФСР (1985).
- Медаль «Альберта Швейцера» в области медицины (1989)
- Нагрудный знак «Заслуженный эколог Российской Федерации» (2001).

- Почётный работник высшего профессионального образования Российской Федерации (2000).
- Медаль «Академика Легасова» (2017)
- Медаль «100-лет Октябрьской Революции» (2017)

## Основные публикации
- Свободно-радикальные процессы в биологических системах /глава 3/; полимерная природа протоплазмы /глава 4/(«Биофизика», учебник с грифом Минвуза СССР). ― М.: «Высшая школа», 1968, 28 п.л.
- Привитая сополимеризация как метод исследования свободных радикалов в биологических системах (монография). ― М.: изд-во МГУ, 1970, 5 п.л.
- Свободные радикалы и их роль в нормальных и патологических процессах (монография). ― М.: изд-во МГУ, 1973, 12 п.л.
- Молекулярная организация и функциональные свойства транспортной Са-зависимой АТФ-азы саркоплазматического ретикулума (монография). ― Иркутск: изд-во ИркГУ, 1983, 7.5 п.л.
- Молекулярные механизмы повреждения кислородом системы транспорта кальция в саркоплазматическом ретикулуме мышц (монография). ― Иркутск: изд-во ИркГУ, 1983, 8 п.л.
- Физико-химическая экология (учебное пособие. ― М.: «Полиграфсервис», 1-е изд. ― 2004, 2-е изд. ― 2005, 5 п.л.
- Биология клетки (учебное пособие, в 3 тт.). ― М.: «Печатник», 2000-01, 12.5 п.л.
- Аэродромная экология (учебное пособие). ― М.: 2005, 4 п.л.
- Эколого-биотехнологические основы конверсии растительных субстратов (учебное пособие с грифом Минобрнауки РФ). ― М.: «Энергия», 2006, 22 п.л.
- Глобальные экологические проблемы психологии человека и общества. — М.: изд-во РУДН, 2008, 14 п.л.
- Сенсорная экология (учебное пособие). ― М.: изд-во РУДН, 2010, 15 п.л.
- Свободно-радикальные процессы в биологических системах при воздействии факторов окружающей среды (монография). — М.: изд-во РУДН, 2011, 9 п.л.